# Goranec (Klenovnik)
Goranec falu Horvátországban Varasd megyében. Közigazgatásilag Klenovnikhoz  tartozik.

## Fekvése
Varasdtól 23 km-re délnyugatra, községközpontjától 3 km-re északnyugatra fekszik.

## Története
1857-ben 88, 1910-ben 148 lakosa volt. A trianoni békeszerződésig Varasd vármegye Ivaneci járáshoz tartozott. 2001-ben a falunak 14 háztartása és 40 lakosa volt.

## Nevezetességei
A Mačkova-barlang (Macskabarlang), más néven Velika Pećina régészeti védett lelőhely. A barlang Ivanectől körülbelül 10 km-re, a Ravna gora részét képező Plat-hegyen található található a Velika Sutinska-völgy és a Žarovnica-patak felett, 428 méteres magasságban. A barlangot Dupljanska-barlangnak és Pelenjska-barlangnak is nevezik. A barlangban a gazdag paleontológiai anyag és számos pleisztocénkori állatmaradványt mellett előkerültek az őskori ember csontvázmaradványai, valamint kő- és csontfegyverek, cserépdarabok és egy rézből készített szekerce is. A leletek a paleolitikumból, a kőrézkorból, a korai bronzkorból, az ókorból és a középkorból származnak. A barlang védett kultúrtörténeti emlékhely. Örökségvédelmi jegyzékszáma: Z-2990.

## Külső hivatkozások
- A község független internetes portálja